# Escudo de Peñamellera Baja

El escudo del concejo asturiano de Peñamellera Baja es cortado.
- Su primer cuartel cortado es la Cruz de la Victoria, en referencia a su integración asturiana después de la separación que sufrió, y el Pico de Peñamellera en honor al pico que separa las dos Peñamelleras.

- En el segundo cuartel son las cabezas de los Santos mártires Emeterio y Celedonio, Una carabela embistiendo una cadena que sostiene dos torres de oro almenadas, puestas sobre dos torres de plata. Este segundo cuarto representa las armas de la ciudad de Santander, en clara alusión a la antigua pertenencia del concejo a la provincia vecina.

Al timbre corona real, abierta.
Al igual que su vecina Peñamellera Alta y la mayoría de los concejos Asturianos, su emblema fue creado por Octavio Bellmunt y Fermín Canella para ilustrar su obra "Asturias", siendo éste utilizado hoy en día, con la única modificación de la sustitución de la corona de príncipe de Asturias por la corona real cerrada. No se le conoce uso legalizado. 
- Datos: Q5838203